# Kategoria społeczno-zawodowa
Kategoria społeczno-zawodowa – w socjologii, kategoria społeczna  wyodrębniana ze względu na sytuację zawodową jednostek. Opis społeczeństwa przy pomocy kategorii społeczno-zawodowych to zróżnicowanie społeczno-zawodowe społeczeństwa. 
Kategoria społeczno-zawodowa jest jednym z podstawowych narzędzi opisu zróżnicowania społeczeństwa, obok klasy społecznej i warstwy społecznej. 
Kategorie społeczno-zawodowe są wyodrębnionymi przez badaczy społecznych pozycjami, grupującymi rzeczywiste zawody ze względu na charakter pracy, podobieństwa ekonomiczne, stylu życia, wymaganych kompetencji i umiejętności i społecznego postrzegania. Nie istnieje jednolity standard wyróżniania kategorii społeczno-zawodowych i ostateczna decyzja należy do badacza. Zwykle badania opierają się na jakiejś klasyfikacji zawodów. 
Pytanie o kategorie społeczno-zawodową jest jednym ze standardowych pytań kwestionariuszowych w badaniach społecznych, umieszczanym zwykle w tzw. metryczce. Częstą praktyką jest pytanie zamknięte lub półzamknięte, w którym proponuje się respondentowi wybór spośród wyróżnionych przez badacza kategorii społeczno-zawodowych. Taka praktyka pozwala na szybką operacjonalizację sytuacji społecznej jednostek i ułatwia kodowanie kwestionariuszy. 

## Klasyfikacje zawodów
Kategorie społeczno-zawodowe wyodrębniane są w ramach klasyfikacji zawodów, czyli list typów zawodów, pozwalających dokonywać porównań i opisów społecznych. Pierwszą kompleksową klasyfikację opracował w 1897 William C. Hunt na potrzeby United States Census Bureau. Najbardziej znaną współczesną klasyfikacją jest Międzynarodowy Standard Klasyfikacji Zawodów opracowany przez Międzynarodową Organizację Pracy w 1958 (i później rozwijany). Klasyfikacja ta stała się podstawą wielu innych klasyfikacji, np. Klasyfikacja zawodów i specjalności dla potrzeb rynku pracy (1987). Pierwszą polską klasyfikację zawodów opracowali w 1974 Michał Pohoski i Kazimierz M. Słomczyński pod nazwą Społeczna Klasyfikacja Zawodów (SKZ). W 1996 Henryk Domański i Zbigniew Sawiński przedstawili  Polską Socjologiczną Klasyfikację Zawodów (PSK-95), dostosowaną do nowych warunków społeczno-gospodarczych i wykorzystywaną  w badaniach socjologiczny .

## Skale zawodów
Klasyfikacje zawodów pozwalają na opis podziałów społecznych w których nie pojawia się (lub jest nieistotna) hierarchia pozycji zawodowych. W sytuacji, gdy w badaniach konieczne jest uchwycenie takich hierarchii, stosuje się skale zawodów. Początki badań nad skalami zawodów sięgają lat dwudziestych XX w i badań amerykańskich nad prestiżem zawodów. W badaniach tego typu respondenci mieli ocenić względną pozycję przedstawionych zawodów pod względem prestiżu. Innego typu badania opierały się na opracowywaniu skal statusu społeczno-zawodowego, który opracowywany był na podstawie średnich zarobków w danym zawodzie i przeciętnym wykształceniu związanym z danym zawodem. W niektórych badaniach dodawano tutaj także prestiż zawodu.